# Valdon Dowiyogo
Valdon Kape Dowiyogo (ur. 31 sierpnia 1968, zm. 8 grudnia 2016) – nauruański działacz sportowy i polityk. 
Był synem wieloletniego prezydenta kraju Bernarda Dowiyogo. Pełnił mandat posła do parlamentu (w 2005 był jego przewodniczącym). Od 2013 był ministrem w administracji prezydenta Barona Waqa, kierował resortami transportu, zdrowia, rybołówstwa i sportu. Był też prezesem Naurańskiej Federacji Futbolu Australijskiego (NAFA) oraz wiceprezydentem naurańskiego klubu golfowego. 
W grudniu 2015 został postawiony w stan oskarżenia pod zarzutem spowodowania wypadku drogowego ze skutkiem śmiertelnym. Nie utracił jednak stanowiska ministerialnego, w lipcu 2016 został zatwierdzony na kolejną kadencję w rządzie Waqa. Zmarł nagle 8 grudnia 2016 w czasie pobytu służbowego w Rosji. 